# Vorführung (Recht)
Eine Vorführung ist in erster Linie das Herbeischaffen eines Prozessbeteiligten vor ein Gericht oder vor einen Landgerichtsarzt durch den Vorführdienst der Justiz bzw. Polizei im Rahmen eines Gerichtsverfahrens in Privatklage-, in Strafsachen, im Haftbefehlsverfahren und in der Freiwilligen Gerichtsbarkeit und bei Zeugen auch in allen übrigen Gerichtsverfahren. Des Weiteren sind im deutschen Recht auch Sonderfälle vorgesehen (siehe unten). 
Vorgeführte Person kann jedweder Prozessbeteiligte sein, also auch Zeugen. Grundvoraussetzung ist, dass eine Anwesenheitspflicht in der Gerichtsverhandlung besteht. Im Strafverfahren erfolgen Vorführungen durch die Polizei und Justizwachtmeister. Die Vorgeführten werden dazu aus Gefängnissen der Justiz oder der Polizei zum zuständigen Gericht in Gefangenentransportkraftwagen verbracht, dort sind dann die Justizwachtmeister für die Vorführung zum Termin verantwortlich (Vorführdienst).

## Rechtsgrundlagen
Es gibt unterschiedliche Rechtsgrundlagen für eine Vorführung.

### Strafrecht
Im Strafprozessrecht hat der Angeklagte grundsätzlich nach § 231 StPO eine Anwesenheitspflicht. Nach § 230 Abs. 2 StPO kann die Vorführung angeordnet werden, wenn das Ausbleiben nicht genügend entschuldigt ist. Alternativ kann auch ein Haftbefehl erlassen werden. Von der Anwesenheitspflicht des Angeklagten gibt es aber Ausnahmen. Das sind § 231 Abs. 2 StPO (Angeklagter entfernt sich von der Hauptverhandlung), § 231a StPO (zeitweilige Verhandlungsunfähigkeit), § 231b StPO (Aufrechterhaltung der Ordnung), § 232 StPO (geringe Straferwartung) und § 233 StPO (Entbindung Anwesenheitspflicht). In diesen Fällen kann das Gericht nach § 236 StPO das persönliche Erscheinen des Angeklagten anordnen, wenn es dies für notwendig erachtet. Dies kann nach derselben Vorschrift durch Vorführung durchgesetzt werden. Im Berufungsverfahren ist eine Vorführung nur nach § 329 Abs. 3 StPO möglich, da der Angeklagte hier kaum Anwesenheitspflichten hat. Die umfassten Fälle sind, dass bei Berufung der Staatsanwaltschaft oder des Nebenklägers die Anwesenheit des Angeklagten zur Sachverhaltsaufklärung notwendig ist oder die Sache nach Revision zurückverwiesen worden war.
Es gibt auch Möglichkeiten der Vorführung eines Beschuldigten, also vor Anklageerhebung im Ermittlungsverfahren. Zur Vernehmung kann die Vorführung nach § 134 StPO angeordnet werden. Dadurch kann der Erlass eines Haftbefehls vermieden werden. Wurde ein Haftbefehl erlassen und der Beschuldigte gefasst, muss er nach § 115 StPO einem Richter vorgeführt werden. Dasselbe gilt nach § 128 StPO, wenn er von der Polizei ohne Haftbefehl vorläufig festgenommen wurde. Dies dient auch dem Rechtsschutz der Beschuldigten, trotzdem kann er nicht darauf verzichten. Unter strengen Voraussetzungen, wie Krankheit des Beschuldigten, so dass eine Vorführung nicht möglich ist, ist es zulässig, dem Ermittlungsrichter lediglich die Akten vorzulegen (so genannte „symbolische Vorführung“). Der Richter muss dann zum Verwahrungsort des Beschuldigten kommen, um ihn zu vernehmen.
Die Staatsanwaltschaft hat das Recht im Ermittlungsverfahren Zeugen zur Vernehmung zwangsweise vorzuführen (§ 161a Abs. 2 StPO in Verbindung mit § 51 Abs. 1 S. 3 StPO). Diese Vorführung ordnet die Staatsanwaltschaft selbst an und ist keine gerichtliche Vorführung. Sie kann vor die Staatsanwaltschaft selbst oder die Polizei angeordnet werden.

### Verfahren nach dem FamFG
Im Betreuungsverfahren sowie im Unterbringungsverfahren ist eine Vorführung des Betroffenen zur Anhörung vor Gericht in § 278 Abs. 5 und § 319 Abs. 5 FamFG geregelt. Außerdem kann eine Vorführung zur Untersuchung durch einen Sachverständigen durch die jeweilige Fachbehörde (Betreuungsbehörde, Gesundheitsamt) erfolgen. Rechtsgrundlagen dafür sind § 283 und § 322 FamFG.

### Wehrpflichtgesetz
Im Wehrpflichtgesetz (§ 44 Abs. 2) und im Zivildienstgesetz (§ 23a) sind zwangsweise Vorführungen durch die Polizei im Rahmen der Vollzugshilfe (im ersteren Fall auch durch die Feldjäger) vorgesehen. Diese Vorführungen sind Zuführungen des Dienstpflichtigen zur Beschäftigungsdienststelle.

### Wehrdisziplinarrecht
Die Wehrdisziplinarordnung verweist in § 91 WDO grundsätzlich auf die Regelungen der Strafprozessordnung. Allerdings gibt es Sondervorschriften über die Pflicht zur Anwesenheit. So kann nach § 104 Abs. 1 WDO eine Hauptverhandlung ohne Anwesenheit des Soldaten stattfinden, wenn
- der Soldat auf seinen Antrag von der Verpflichtung zum Erscheinen in der Hauptverhandlung entbunden worden ist
- die Gestellung des Soldaten nicht ausführbar oder nicht angemessen ist, weil sein Aufenthalt unbekannt ist oder weil er sich außerhalb des Geltungsbereichs dieses Gesetzes aufhält
- der frühere Soldat zu dem Termin ordnungsgemäß geladen und in der Ladung darauf hingewiesen ist, dass in seiner Abwesenheit verhandelt werden kann
- der Soldat nach § 85 durch einen Betreuer oder Pfleger vertreten wird.

### Zeugen
Zeugen haben in allen Gerichtsbarkeiten eine Anwesenheitspflicht. Dementsprechend gibt es in den jeweiligen Prozessordnungen eine Rechtsgrundlage für eine Vorführung.
- Im Zivilprozess: § 380 Abs. 2 ZPO
- Im Strafprozess: § 51 Abs. 1 S. 3 StPO

Die übrigen Prozessordnungen verweisen auf die Zivilprozessordnung (§ 173 VwGO; § 202 SGG; § 46 ArbGG).

## Tatsächliche Umsetzung
Es agiert die Polizei im Rahmen der Vollzugshilfe. Auch die Bediensteten des Justizwachtmeisterdienstes können bei Vorführersuchen bzw. Haftbefehle des Gerichtes die Festnahme bzw. die Verhaftung vornehmen. Die Vorführung kann je nach Beschlusstext (Handlungsgrundlage) mittels Unmittelbarem Zwang erwirkt werden. Auch eine Ausschreibung zur Fahndung ist möglich.
Befindet sich die vorzuführende Person bereits im Gefängnis, wird sie von der Justiz oder der Polizei zum zuständigen Gericht in ein Gefangenentransportkraftwagen verbracht, dort sind dann die Justizwachtmeister für die Vorführung zum Termin verantwortlich (Vorführdienst).